# Happiness Is Dean Martin
Happiness Is Dean Martin – dwudziesty trzeci studyjny album muzyczny piosenkarza i aktora Deana Martina wydany w 1967 roku przez wytwórnię Reprise Records.
Happiness Is Dean Martin został wydany ponownie na płytę CD przez Hip-O Records w 2009 roku.

## Utwory
| A1 | Lay Some Happiness On Me             | 2:16 |
| A2 | Think About Me                       | 2:42 |
| A3 | I’m Not The Marrying Kind            | 2:01 |
| A4 | If I Ever Get Back To Georgia        | 2:45 |
| A5 | It Just Happened That Way            | 2:52 |
| A6 | Let The Good Times In                | 3:14 |
| B1 | You’ve Still Got A Place In My Heart | 2:50 |
| B2 | Sweet, Sweet Lovable You             | 2:54 |
| B3 | He’s Got You                         | 2:48 |
| B4 | Thirty More Miles To San Diego       | 2:55 |
| B5 | Nobody’s Baby Again                  | 2:23 |